# NHK唐津西テレビ中継放送所
NHK唐津西テレビ中継放送所（エヌエイチケイからつにしテレビちゅうけいほうそうしょ）は、佐賀県唐津市に置かれていたNHK佐賀放送局のテレビ中継局であった。

## 概要
- 当テレビ中継放送所は、唐津市神田の大平山に置かれ、唐津市内の一部へ電波を発射していた。

唐津市大平山斎場付近にあった。

## 送信施設

### アナログテレビ放送
| チャンネル 番号 | 放送局名     | オフセットの有無 | 空中線電力        | ERP             | 放送対象地域 | 放送区域 内世帯数 | 運用開始日     |
| --------------- | ------------ | ---------------- | ----------------- | --------------- | ------------ | ----------------- | -------------- |
| 55              | NHK 佐賀教育 | +10kHz           | 映像3W /音声750mW | 映像16W /音声4W | 全国         | 約-世帯           | 1968年 10月1日 |
| 57              | NHK 佐賀総合 | +10kHz           | 映像3W /音声750mW | 映像16W /音声4W | 佐賀県       | 約-世帯           | 1968年 10月1日 |

- 2011年7月24日をもってすべて廃止された。

### その他
- デジタル放送とstsサガテレビアナログ放送は、唐津局などを受信。